# Oldřich Karel z Koloniče
Oldřich Karel Kolonić z Kologradu (německy Ulrich Karl von Kollonitz, či též Kollonitsch, Kollonich, Kollonics, Collonicz apod, 1683, Vídeň) byl uhersko-rakouský šlechtic z původem chorvatského rodu Koloničů z Kologradu.

## Život
Narodil se jako syn hraběte Jana Zikmunda (1636–1684) a jeho manželky svobodné paní Reginy Alžběty, rozené Speidlové z Vatersdorfu. 
Měl bratry Jiřího Ferdinanda, Leopolda Ignáce (1681–1735), který byl členem Řádu bosých karmelitánů a zemřel jako misionář v Indii, a Zikmunda (1677–1751), prvního arcibiskupa vídeňského.
Oldřich Karel zemřel při obraně Vídně obléhané Turky v roce 1683.